# Dave Willis

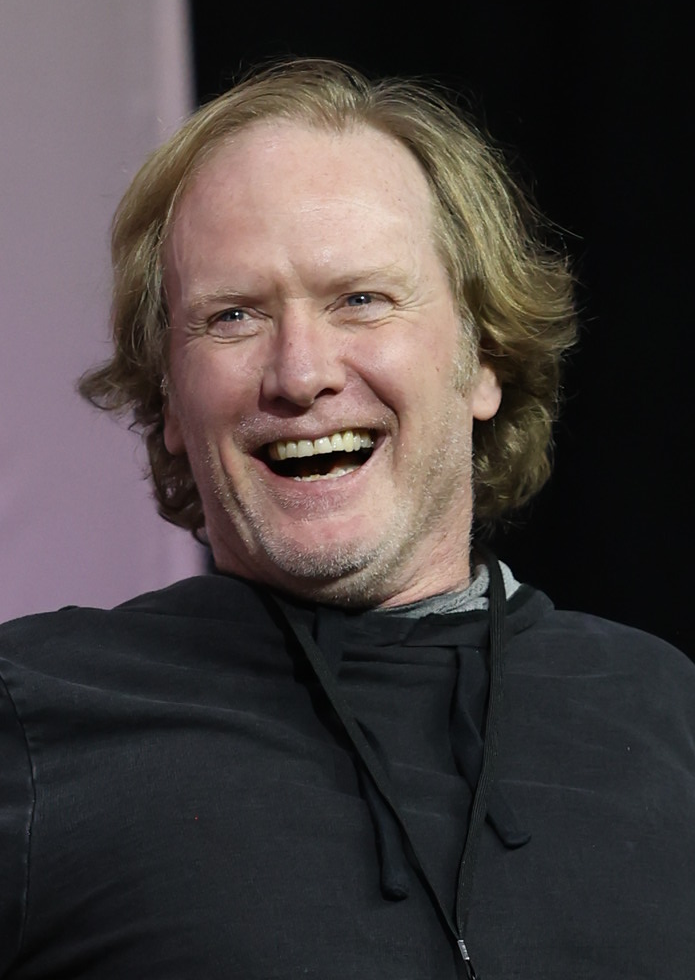
Dave Willis (2024)

Dave Willis (* 1. Mai 1970 in Wichita Falls, Texas, Vereinigte Staaten) ist ein US-amerikanischer Synchronsprecher, Drehbuchautor und Fernsehproduzent. 

## Leben
Willis wurde in Witchita Falls geboren und wuchs in Conyers, Georgia auf. Er machte seinen Abschluss an der Wake Forest University. 
Willis wurde von Williams Street (ehemals Ghost Planet Industries) im Jahre 1995 als Autor für Cartoon Planet und Space Ghost Coast To Coast angeheuert. Während seines Aufenthaltes dort traf er auf Matt Maiellaro, mit welchem er einige Jahre später Aqua Teen Hunger Force für Cartoon Networks Adult Swim erschuf. 2005 kreierte er daraufhin die Serie Squidbillies zusammen mit Jim Fortier. Willis ist auch als Synchronsprecher tätig. Einige seiner Rollen sind unter anderem Barry Dylan aus Archer oder George der Türsteher aus Willkommen im Wayne. 
2013 kreierte Dave Willis Your Pretty Face Is Going to Hell zusammen mit Casper Kelly. 

## Filmografie

### Film
- 2007: Aqua Teen Hunger Force Colon Movie Film for Theaters (Co-Schöpfer, Drehbuchautor, Synchronsprecher)
- 2016: Nerdland (Synchronsprecher)

### Fernsehen
- 1995–1998: Cartoon Planet (Drehbuchautor)
- 1995–2003: Space Ghost Coast to Coast (Drehbuchautor)
- 2000–2015: Aqua Teen Hunger Force (Co-Schöpfer, Drehbuchautor, Synchronsprecher)
- 2001–2003: Sealab 2021 (Drehbuchautor, Synchronsprecher)
- 2002–2003: The Brak Show (Synchronsprecher)
- 2004–2007; 2014: Perfect Hair Forever (Synchronsprecher)
- seit 2005: Squidbillies (Co-Schöpfer, Drehbuchautor)
- 2005: 12 oz. Mouse (Synchronsprecher)
- 2006: Minoriteam (Synchronsprecher)
- 2006: Frisky Dingo (Synchronsprecher)
- 2010–2023: Archer (Synchronsprecher)
- 2011: Family Guy (Drehbuchautor, Staffel 9 Episode 8)
- seit 2013: Your Pretty Face Is Going to Hell (Co-Schöpfer, Drehbuchautor)
- 2014–2015: Turbo FAST (Synchronsprecher)
- seit 2015: Talking Tom and Friends (Synchronsprecher)
- 2016: Atlanta (Schauspieler)
- 2016–2017: Steven Universe (Synchronsprecher)
- 2017: Willkommen im Wayne (Synchronsprecher)
- seit 2018: Ballmastrz 9009 (Synchronsprecher)

### Internet
- seit 2022: Aqua Donk Side Pieces (Co-Schöpfer, Synchronsprecher)